# Szent Lőrinc-templom (Zsira)
A zsirai Szent Lőrinc-templom a településen a Fő u. 36. szám alatt található.

## Templomtörténet
Joggal feltételezhetjük, hogy Zsira a legkorábbi templomos falvaink közé tartozik. Erre a falu védőszentjének, Szent Lőrincnek a tiszteletéből is következtethetünk. Sem a templom építésének, sem a plébánia létesítésének pontos idejét nem ismerjük. A faluközösségek első templomainak anyaga legtöbbször romlandó anyagból, fából készült. Talán a tatárjárás után épült fel a XVII. századig jellemző egyhajós templom a gótika felé mutató a nyolcszög három oldalával záródó szentéllyel. Ekkor már szervesen egészítette ki a templomot fallal körülvett temető, ezek a falak egyrészt hangsúlyozták a körülvett megszentelt terület menedékjogát, másrészt védelmet nyújtottak támadás esetén a lakosságnak. Bár a templomot többször átépítették, régészeti kutatás a környéken nem zajlott. Állapotáról részletesebb leírás, csak a XVII. századból maradt ránk. Az 1659. évi kánoni látogatás jegyzőkönyvéből lehet csak visszakövetkeztetni korábbi állapotokra. Ezen adatok szerint a templomnak egy tornya van egy haranggal, „az Oltáriszentség a szentély falának fülkéjében rács alatt tartatott, sekrestyéje pedig ősrégi."
1731-ben épült újjá a középkorban még gótikus jegyeket mutató templom barokk stílusban, a templom pénztára és a község segítségével illetve a Ráttkyak és Rimanóczyak hozzájárulásával. Ennek az építkezésnek az eredményeképpen a templom berendezése a mai napig barokk jellegű.
1848. október 11-én, a szabadságharc idején a templom leégett, de még ebben az évben a templom tető alá került a környékbeli települések lakóinak segítségével, előbb fazsindelyes volt, most agyagcserepet kapott.  Ezért valószínű, hogy csak a tetőszerkezet égett le, mivel a templom barokk berendezései a mai napig megvannak.

## A mai templom
Az 1848-ban leégett templom maradványainak (barokk berendezés) fölhasználásával, 1885-ben Zalka János megyéspüspök (Győri Püspök, mint Kegyúr) segítségével Korner István borsmonostori kőműves újjáépítette kisméretű téglából, és ekkor kapta mai kereszthajós alakját a jelenlegi toronymagassággal (32 m) együtt. A templom felszentelése 1885. augusztus 9-én történt. A templom főhajója négyszakaszos dongaboltozattal fedett, oldalt cikkelyekkel. A mellékhajók a főhajó két cikkelyének felel meg és a főhajó felé árkádokkal nyílnak. Ezeket csehboltozat fedi. A szentély megtartja a főhajó szélességét és egy dongás szakasz után a nyolcszög három oldalával zárul. A boltozás három szakasszal történt. A padozat sakktábla formában fekete-fehér járólappal van burkolva. Határozott stílusba nem sorolható, neoklasszikus. Nem műemlék jellegű épület. A berendezés nagyrészt barokk.
Védőszentje Szent Lőrinc diakónus vértanú (augusztus 10.).
A templomban őrzik Szent Lőrinc diakónus vértanú és Szent Borbála csontereklyéjét, valamint a Boldogságos Szűz Mária ruhaszövet ereklyéjét is.
Szentségimádási napja március 5. és szeptember 15. (Fájdalmas Szűzanya).
Fogadott ünnepei: Szent János és Pál, Szent Anna, Szent Vendel,
Egytornyos épület, melynek tornya 3,45 x 3,45 méter alapterülettel épült téglafal, alul 92 cm vastagságú falakkal, mely felfele szűkül, a párkánynál a falvastagság 61 cm. Párkánymagasság 20 m. A torony teljes magassága a terepszinttől a csúcsig 32 m. A toronysüveg alatt 4 oldalon egy-egy vasablak van idomacél kerettel, mozgatható vaslemez zsaluval.
A torony teteje bádogozva van, a csúcsán kereszt (170 cm). A templom teteje cseréppel van fedve, a tetőszerkezet anyaga fenyőfa. Téglaalapzatú értékes drótkerítéssel bekerítve, mely 1908-ban készült. Két kétszárnyas kapu és két egyszárnyú ajtóbejárattal rendelkezik. A kerítés zöldre festett. A templom belmagassága: 8 m, hosszúsága: 26 m, szélessége max.: 18 m, min.: 8m.
1898-ban Erzsébet királyné (1898. szeptember 10-én halt meg) emlékére ültették a bejárat előtt lévő nagyobbik hársfát (Iskola felől). Ez a mai napig megvan.
1900-as évek elején a templomnak három harangja volt, a nagyharang, a kisharang és a lélekharang. Közülük az I. világháború idején (kb. 1914.) rekvirálták el a nagyharangot és a lélekharangot. A kisharangot pedig a II. világháború (kb. 1937.) idején vitték el.
1914-ben Ferenc Ferdinánd halálakor ültették a kisebbik hársfát a templom bejárata elé (úttest felől). Ez is a mai napig megvan.
1928-ban készült az I. világháborús emléktábla fekete svédgránitból a helyi hősök emlékére, mely Margitbányai puhamészkővel van bekeretezve. Tetején kereszt homokkőből, alatta a magyar címer a keretbe vésve, legalul egy kard a keret aljába vésve. A gránittáblát 2 db 98 cm-es oszlop díszíti jobbról és balról. Készítette: MACHLE Sopron. Eredetileg a paplak helyén, a jobb oldali mellékhajó bejáratánál volt a templom falán kívülről 1985-ig.
1930-ban öntettek a zsiraiak két új harangot (nagyharang, lélekharang) az I. világháborúkban elvitt harangok helyett. A nagyharang Szent Lőrinc, a lélekharang Szent Imre herceg  tiszteletére lett szentelve. Öntötte Slezák László harangöntő, Magyarország aranykoszorús mestere, budapesti lakos.
1937-ben épült a templom főbejárata előtti szélfogó két előreugró toszkán oszloppal a felette lévő baldachin-szerű tetőzettel és ekkor épült újjá a templom orgonakarzata.
1938-ban vezették be a villanyt a faluba és a templomba is.
1949. január 1-től a zsirai fiókegyházat a répcevisi plébániától elválasztották. Ekkor önálló lelkészség rangjára emelték a zsirai egyházközséget.
1967-ben viharkár következtében leesett a torony csúcsáról a kereszt, ezért 1968-ban kellett a torony felújítását elvégezni. A kereszt ki lett javítva és a toronysüveg új bádogfedést kapott horganyzott vaslemezből.

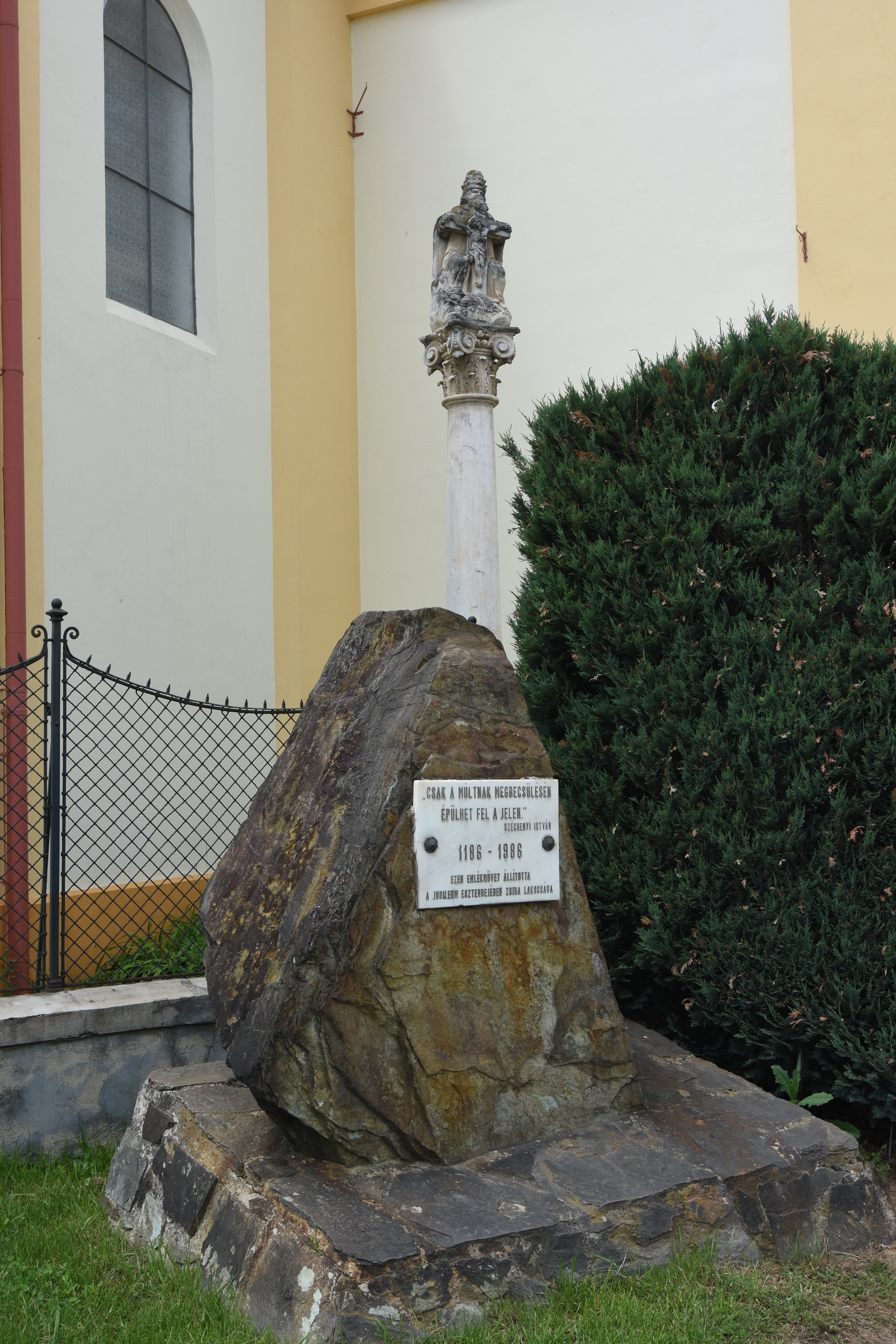
Jubileumi emléktábla

1985-ben készült a II. világháborús emléktábla fekete svédgránitból, mely margitbányai puhamészkővel van bekeretezve. Ekkor lett e három emléktábla egymás mellé helyezve. Jelenleg a templom falába van beépítve, a kórusfeljáró mellett. Még 1985-ben a liturgikus tér kialakítása, a szentély kőpadozatával együtt Dr. Szabó Zoltán zsirai születésű lelkész, művészettörténész, festőművész tervei alapján történt meg. A szembemiséző oltárt, az ambót és a hét sedest fából, Esztergomban a prímási asztalos műhelyben Németh Vince zsirai születésű asztalos mester készítette. Ennek felszentelését Dr. Lékai László bíboros prímás érsek végezte 1985. augusztus 10-én Dr. Pataky Kornél megyés püspök jelenlétében. A szentély és a régi sekrestye mázas fagyálló járólappal lett burkolva, ami Mata Miklós, zsirai kőműves munkája.
1990-ben lett a templom belső falazata egyszínűre lefestve Mézes Miklós egykori zsirai lakos, ma Kanadában élő volt országgyűlési képviselő adományából. Pannonhalmi mesterek végezték a munkát.
1996-ban készültek a templom színes ólomüveg ablakai, 7 db. Az Üdvözlégy ima szövegét tartalmazza: „Üdvözlégy Mária; Kegyelemmel teljes; Az Úr van Teveled; Áldott vagy Te; Az asszonyok között; És áldott a Te méhednek; Gyümölcse Jézus" Tervező: Dr. Szabó Zoltán káplán, festőművész , adományozó: Bótai Péter Budapesten élő mecénás és felesége, Márta asszony. Kivitelező: Mohay Attila üvegfestő iparművész. Ez az utolsó ablakban fel van tüntetve.
2001-ben lett a templomkert térkővesitése, a Zsirai Önkormányzat ajándékaként.
2001-ben a templom belül ismét megújult, festését a Szabó Zoltán atya festőművész tervezte és a secco-kat festette (a négy evangélista; Szűzanya mennybevétele; Magyarország felajánlása a Szűzanyának Szt. István, Szt. Imre, Szt. Gellért püspök, Szt. László, Árpád-házi Szt. Erzsébet és Szt. Margit alakjával; Angyalos magyar címer) a Millenniumi Hivatal támogatásával.
Díszítőfestő: Papp Zoltán iparművész. Ekkor lett felállítva a templomkertben a fából készült Millenniumi kettős emlékkereszt, mely kb. 90 cm magas terméskődombon áll. A kövek közt van egy márványtábla, melynek felirata: „... Áldott az a bölcső, mely magyarrá ringatott... Arany János Millennium - Zsira 2001".
A keresztre a magyar címer és a 2001-es évszám van gravírozva. A GSD ajándékaként toronyóra mutatja az időt az elhaladóknak.
2003-ban a templom külső homlokzata újra lett vakolva és színezve, ez a kárpótlásból került kifizetésre. A kőműves munkálatokat Lócsi István rábatamási kőműves és csapata végezte.
2009-ben a toronyfeljáró teljes felújítása készült el. A szintek padozata és a lépcsőfokok teljes kicserélése mellett néhány gerendát is ki kellett cserélni. Ezt Bellovics István ácsmester zsirai lakos készítette.
2013 őszén lett felújítva a templom meglévő teteje, mely új lécezést, fóliát és cserepet kapott. Pályázaton 13.000.000.- forintot nyert az egyházközség. Az új sekrestye és a lakrész teteje is újra lett fedve állókarcos acéllemezzel.
A templom homlokzata (a lábazati vizesedést leszámítva) jó műszaki állapotban volt. Így a homlokzat csak egy felújító kétszeri festést kapott, a meglévővel megegyező színben. A lábazatra a meglévő vakolat eltávolítása után új, lélegző, falszárító vakolat került, majd erre páraáteresztő lábazati festék. A toronysüveg bádoglemeze is át lett festve a cseréppel azonos vörös színre.
A felújítás tervezője Gácsi József Ákos okleveles építészmérnök. Építész munkatárs Pupp Péter építészmérnök.